# Ministerio de Agricultura (Cuba)
El Ministerio de Agricultura de la República de Cuba, conocido por el acrónimo MINAG, es el organismo público «encargado de proponer e implantar la política sobre el uso, tenencia y explotación sostenible de la agricultura» en Cuba.

## Historia
El Instituto Nacional de Reforma Agraria (INRA) fue creado por la Revolución cubana en 1959 para ejecutar las políticas económicas y sociales relacionadas con las reformas agrarias de 1959 y 1963. En 1976, las funciones del INRA pasan al Ministerio de Agricultura, el cual ha seguido existiendo hasta la actualidad.

## Ministros
- Humberto Sorí Marín (1959)
- Rafael Francia Mestre (1976-1980)
- Arnaldo Milián Castro (1980-1983) - Fallecido en el cargo
- Adolfo Díaz Suárez(1983-1988)
- Carlos Pérez León (1988-1993)
- Alfredo Jordán Morales (1993-2003) - Fallecido en el cargo
- María del Carmen Pérez (2003-2008)
- Ulises Rosales del Toro (2008-2010)
- Gustavo Rodríguez Rollero (2010-2021)
- Ydael Jesús Pérez Brito (2021-en el cargo)